# О смертном в искусстве. Памяти Николая Константинова (выставка)
О смертном в искусстве. Памяти Николая Константинова — художественная выставка, проведённая в ростовской М-галерее в июне-июле 2008 года. Куратор — С. Сапожников. Выставка была посвящена памяти скончавшегося в 2006 году ростовского художника Николая Константинова.

## О выставке
Как поясняет искусствовед Вера Котелевская, название выставки

прямо и косвенно отсылало посетителя к концепции ростовского товарищества художников 1980—1990 годов «Искусство или смерть». К нему принадлежали ушедший из жизни в 2006 году Коля Константинов, Сергей Тимофеев (умер в 1993 году), Василий Слепченко (погиб в 1991 году), а также ныне здравствующие Юрий Шабельников, Валерий Кошляков, Александр Сигутин, Александр Кисляков, Авдей Тер-Оганьян. Их творчество было представлено здесь в окружении работ художников второй и третьей «южной волны» — тех, кто родился в 1970−х и 1980−х. По замыслу куратора Сергея Сапожникова, три поколения должны сойтись в одном пространстве и высказаться на самую бессмертную в искусстве — мортальную — тему. Акцент сделан на творчестве андеграундной ростовской группы, потому что, по мнению г-на Сапожникова, за последние 20 лет это лучшее, что было создано на этом участке донской земли, что стало историей искусства: «Такого прорыва на уровне художественного языка пока не было».

## Участники
| - Escape - Unplate - Михаил Басов - Наталья Басова - Игорь Боро - Денис Веремьев - Дмитрий Врубель и Виктория Тимофеева | - Вадим Грабков - Ирина Грабкова - Наталья Дурицкая - Император ВАВА (Владимир Александров) - Александр Аксинин - Илья Кабаков - Дмитрий Каварга | - Константин Календарёв - Алексей Каллима - Дмитрий Келешьян - Александр Кисляков - Елена Ковылина - Майя Колесник | - Владимир Колесников - Николай Константинов (1961—2006) - Валерий Кошляков - Андрей Крашеница - Максим Ксута - Александр Лишневский - Миша Most | - Олег Мавроматти и Боряна Росса - Вадим Махнитский - Михаил Молочников - Лиза Морозова - Вадим Мурин - Георгий Первов | - Иван Плющ - Сергей Сапожников и Альберт Погорелкин - Сергей Сергеев - Александр Сигутин - Василий Слепченко (1962—1991) | - Александр Стрелец - Леонид Стуканов (1947—1998) - Авдей Тер-Оганьян - Тимофей Теряев (1919—2001) | - Сергей Тимофеев (1959—1993) - Александра Федорова - Марина Федорова - Кирилл Шаманов - Юрий Шабельников - Роман Эсс |